# Looking High, High, High
«Looking High, High, High» (en español: «Mirando alto, alto, alto») es una canción compuesta por John Watson e interpretada en inglés por Bryan Johnson. Se lanzó como sencillo en 1960 mediante Decca Records. Fue elegida para representar al Reino Unido en el Festival de la Canción de Eurovisión de 1960 tras ganar la final nacional británica, Eurovision Song Contest of 1960 - British Finals.

## Festival de la Canción de Eurovisión 1960

### Selección
«Looking High, High, High» calificó para representar al Reino Unido en el Festival de la Canción de Eurovisión 1960 tras ganar la final nacional británica, Eurovision Song Contest of 1960 - British Finals.

### En el festival
La canción participó en el festival celebrado en el Royal Festival Hall el 29 de marzo de 1960, siendo interpretada por el cantante británico Bryan Johnson. La orquesta fue dirigida por Eric Robinson.
Fue interpretada en primer lugar, precediendo a Suecia con Siw Malmkvist interpretando «Alla andra får varann». Al final de las votaciones, la canción recibió 25 puntos, obteniendo el segundo puesto de 13.

## Versiones
- En 1960, la cantante Annie Palmen, ganadora de la final nacional neerlandesa para el Festival de la Canción Eurovisión 1960, grabó una versión en neerlandés («Zeg weet jij»).[7]
- En mayo de 1960, la cantante Inger Berggren, ganadora de la final nacional sueca para el Festival de Eurovisión 1960, lanzó una versión en sueco («Bara ja, ja, ja»).[8]